# Шухободь
Шухободь — село в Череповецком районе Вологодской области.
Входит в состав Абакановского сельского поселения, с точки зрения административно-территориального деления — в Абакановский сельсовет.
Расстояние по автодороге до районного центра Череповца — 33 км, до центра муниципального образования Абаканово — 10 км. Ближайшие населённые пункты — Ботило, Ганино, Кораблево, Ладыгино.
По переписи 2002 года население — 1542 человека (731 мужчина, 811 женщин). Преобладающая национальность — русские (97 %).